# Blanklav
Blanklav (Eopyrenula leucoplaca) är en lavart som först beskrevs av Carl (Karl) Friedrich Wilhelm Wallroth, och fick sitt nu gällande namn av R. C. Harris. Blanklav ingår i släktet Eopyrenula och familjen Dacampiaceae.  Arten är reproducerande i Sverige. Inga underarter finns listade i Catalogue of Life.